# Philippe Scouville
Compléments
Scouville est l'auteur d'un catéchisme très populaire au Luxembourg
Philippe Scouville (né Philippe de Scouville), né le 17 septembre 1622 à Champlon (Marche) alors dans le duché de Luxembourg et décédé 17 novembre 1701 à Luxembourg, est un prêtre jésuite luxembourgeois, missionnaire dans les campagnes du Luxembourg. Également écrivain religieux il composa un catéchisme qui fit longtemps autorité au Luxembourg.

## Biographie
Fils de Gilles de Scouville, avocat du Conseil provincial du Duché de Luxembourg, Philippe étudie la philosophie durant deux ans à Louvain, et la casuistique au collège jésuite de Luxembourg. Il est licencié louvaniste en droit civil et droit canon (4 décembre 1643). Suivant les traces de son père il exerce pendant trois ans le métier d’avocat au Conseil de Luxembourg. 
Cependant il renonce à sa charge pour entrer au noviciat des jésuites le 11 mars 1647, à Tournai. Sa formation spirituelle et sacerdotale terminée, il est ordonné prêtre à Douai. Dès  1660 il s’engage dans le ministère pastoral des zones rurales. Jusqu’à la fin de sa vie il sera ‘missionnaire des campagnes’.

### Ministère dans les campagnes
Son ministère est appuyé par un décret du conseil du Luxembourg (13 janvier 1665) lui donnant un caractère quasi officiel. Son provincial jésuite le nomme supérieur de l'équipe missionnaire rurale. Toujours à pied (sauf vers la fin de sa vie) et voyageant souvent à jeun, il loge dans les fermes. Vêtu d’habits usagés et portant dans ses bagages objets sacrés, livres, images pieuses et médailles diverses, il se conforme strictement aux instructions données par Jésus à ses disciples (Lc 9:3-4).
Dans les régions difficiles du Luxembourg où des coutumes barbares subsistent, son premier souci est de convertir et sanctifier en profondeur. Dans les paroisses qu’il visite il organise avec son équipe des missions pastorales qui durent plusieurs jours, catéchisant, entendant les confessions (parfois jusque tard dans la nuit) visitant les malades et moribonds, et arbitrant de nombreux conflits familiaux (ce en quoi sa connaissance de la jurisprudence et son expérience d’avocat lui viennent en aide). Il encourage la récitation du chapelet et la pratique du Chemin de croix, et surtout la dévotion à Notre-Dame Consolatrice des Affligés (à laquelle la ville et le duché de Luxembourg furent consacrés en 1666, ainsi que le comté de Chiny en 1678). Il encourage la construction d’églises, d’écoles et revitalise les confréries, particulièrement celle de la Doctrine chrétienne pour laquelle il donne un règlement et une solide organisation. 

### Ses catéchismes
Comme Pierre Canisius, il est connu pour ses catéchismes. De 1676 à 1692 il travaille son Christkatholische Glaubenslehr, (le grand catéchisme en plusieurs volumes) où il offre aux prêtres, dans une présentation claire et concise, la foi chrétienne qu’ils doivent enseigner à leurs fidèles. Des condensés paraissent, d’abord comme « petit catéchisme » ((1696) pour être utilisés par les maitres d’écoles.  Ensuite, comme « catéchisme abrégé » (en 61 leçons). Ce dernier, à peine revu, est utilisé dans le diocèse et duché de Luxembourg jusqu'au milieu du XIXe siècle.
Il compose également des ouvrages de piété, surtout des ‘vies de saints’ : Saint Isidore, Saint Lambert, Saint Hubert, Sainte Rosalie, Saint Ignace, etc..  Le bollandiste Daniel van Papenbroeck le remercie pour les informations fournies sur Sainte Odile, Saint Gérard et d’autres saints régionaux.

### Visites épiscopales
Sa réputation de sainteté et sa connaissance profonde du monde rural luxembourgeois font que les évêques le sollicitent pour leurs visites pastorales dans ces régions. Ainsi il accompagne l’évêque auxiliaire de Trèves dans la région de Longuyon (1679), le vicaire général de Cologne en 1688, L’évêque de Liège lui demande d’assister le doyen de Stavelot dans sa visite pastorale (1695). Il a la confiance des autorités ecclésiastiques.
Il souhaite mourir seul et inconnu, à la manière de son saint préféré, François Xavier. Il tombe gravement malade lors d’une voyage apostolique. Ramené d’urgence au collège de Luxembourg, il y meurt peu après, le 17 novembre 1701.
Le père Neunheuser, vicaire général du diocèse de Metz à la fin du XVIIIe siècle déclara à l’époque avoir vu le corps intact du père Scouville, et espérait « qu'un jour cet apôtre serait élevé à l'honneur des autels ».

## Êcrits
- Dies salutis maior. Tag des Heils, Cologne, 1667.
- Bericht von der heiligen und hochlöbischen Bruderschaft Jesu und Mariae Umb selig zu Leben und selig zu Sterben, Trèves, 1667.
- Sancta sanctorum sancte tractandi, Liège, 1669.
- Der heylige Vatter Ignatius…Wegweiser zur wahrer Busz, Cologne, 1674.
- Ars artium sive modus sancte moriendi Methodus, Trèves, 1675.
- Catechismus catholicus R.P. Petri Canisii Societatis Iesu teologi. Weitläuffig, verstandiglich und… , Cologne, 1676. (le ‘Grand catéchisme’)